# Prästeståndet i Sverige

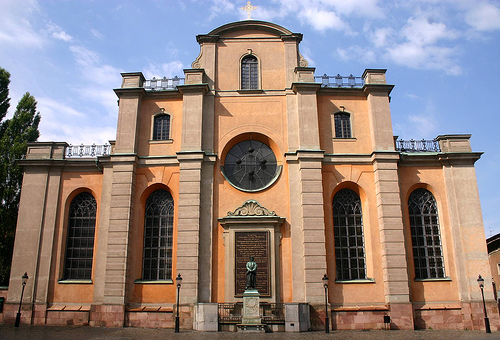
Prästeståndet sammanträdde vid Själakoret i Storkyrkan i Stockholm

Prästeståndet (officiellt Högvördiga Prästerskapet), i Sverige ett av de fyra ständer som ägde rätt till politisk representation vid ståndsriksdagen fram till representationsreformen 1866.
Före reformationen var kyrkan en egen makt i Sverige med representation som ledamöter i det kungliga rådet. Biskopar och präster ägde stora gods. Under reformationen förändrades deras position märkbart. I ekonomiskt avseende förlorade de många av sina egendomar, och organisatoriskt lydde de inte längre under påven. Vid riksdagen i Västerås 1544 kallades prästerskapet som ett eget stånd under adelsståndet och över borgarståndet och bondeståndet, och lydde därmed under regenten.
I regel var ärkebiskopen prästeståndets talman vid riksdagarna. Då Sverige var ett kristet land, där regenten måste vara av den rätta tron och ärkebiskopen under lång tid styrde över universiteten, ägde dock prästeståndet ännu ett avsevärt inflytande, fastän detta var mera indirekt än före reformationen.
Vid riksdagarna från åtminstone 1582 till 1834 sammanträdde prästeståndet vid Själakoret i Storkyrkan, Stockholm. Närvarade vid ståndsmötena gjorde biskoparna och representanter för de olika stiften. Vid dessa ståndsmöten överlade prästeståndet i aktuella frågor och enades om beslut som ståndet senare förde fram till riksdagen.
I Sveriges ståndsriksdag fanns det fyra samhällsgrupper med politisk representationsrätt, vilka förutom prästeståndet var adelsståndet, borgarståndet och bondeståndet. I mars 1809, under Finska kriget, sammankallades representanter för de i Finland verkande delarna av den Svenska kyrkans prästetskap till Borgå lantdag, och genom att storfursten av Finland Alexander I utfäste sig att beakta deras privilegier uppstod ett separat finländskt prästestånd. I både Sverige och Finland räknades prästeståndet som det andra av ständerna efter adelsståndet. Utanför Norden utgjordes dock första ståndet av ett andligt frälse, medan världsligt frälse representerades i det andra ståndet.

## Historik
I spetsen för det svenska prästeståndet stod sedan 1164 ärkebiskopen i Uppsala. Ursprungligen vigdes denne av ärkebiskopen i Lund, som därför bar titeln primas av Sverige. Vid slutet av 1200-talet upphörde detta beroende i och med att Uppsalaärkebiskoparna började vigas direkt i Rom. År 1457 kallas ärkebiskopen i Uppsala i ett påvligt brev primas Suecice (dock behöll ärkebiskoparna av Lund sin gamla titel). På ärkebiskopens kallelse sammanträdde de övriga biskoparna och ombud från domkapitlen och synoder för att avhandla gemensamma kyrkoangelägenheter för hela Sverige. Biskoparna förvaltade var sitt stift med biträde av domkapitlen, och skulle årligen hålla prästmöten för att rådgöra om stiftens kyrkliga ärenden.
Under biskoparna lydde prostar och kyrkoherdar. Då prästeståndet innehöll nästan alla den tidens bildade män och dessutom var mäktigt genom stora rikedomar, kom det naturligtvis att spela en betydande politisk roll. Landslagen föreskrev att ärkebiskopen skulle vara medlem av kungens råd. Biskopar och andra högre präster, också kallade prelater, kallades till herredagarna, deltog i val av lagmän och i bestämmande av bevillningar med mera.

## Reformationen
Genom reformationen förlorade prästeståndet de flesta av de privilegier som det erhållit under sverkerska och erikska kungaätterna. Genom 1527 års riksdagsbeslut upphörde det andliga frälsets egentliga betydelse, och de stora jordbesittningar som biskopar, domkapitel, domkyrkor och kloster förvärvat gick till kungen. Biskoparnas rätt till böter och domsrätt i icke-kyrkliga mål upphörde.
Kungen blev kyrkans överhuvud och fick i denna egenskap inflytande på biskops- och prästtillsättningen; dock bevarades i förra fallet prästerskapets, och i senare fallet församlingarnas valrätt. Prästerna behöll sina boställen och sin rätt till en tredjedel av tiondet (de två övriga tredjedelarna indrogs till kungen). De var fortfarande fria från gärder och gästning; de ägde rätt till nådår, gifto- och arvsrätt efter stadslag samt kunde inte avsättas utan rannsakning och dom. Biskoparna upphörde att ha plats i kungens råd, och hela ståndet förlorade den aristokratiska karaktär som det ägt under medeltiden. Prästeståndet blev nu likställt med de ofrälse stånden. Trots förlusten av de stora medeltida företrädesrättigheterna utgjorde det dock fortfarande ett särskilt riksstånd och bekräftades uttryckligen som ett sådant i 1647 års privilegier för prästerskapet, de första efter reformationen. Prästernas fri- och rättigheter utvidgades sedermera genom 1723 års privilegier och 1789 års Förenings- och säkerhetsakt.

## Ståndsriksdagen
Från och med 1544 kallas inte bara det högsta prästerskapet utan även ombud för lägre prästerskap till riksmötena. De kallades gemensamt för clerus comitialis. Antalet representanter växlade. I början skickade varje härad ett till fyra ombud; i 1634 års regeringsform bestämdes att två härad skulle slå sig ihop om ett ombud, men från 1639 sändes ett från varje. Biskopar och superintendenter var självskrivna i clerus comitialis, och från varje domkapitel skulle enligt 1634 års regeringsform två medlemmar infinna sig. 1723 års riksdagsordning föreskrev att prästeståndet skulle bestå av alla biskoparna eller, vid förfall för biskop, en ersättare som var medlem av domkapitlet samt en präst av varje prosteri eller kontrakt. Två eller flera kontrakt kunde förena sig om en fullmäktig. Vid 1727 års riksdag bestämde prästerna ett visst antal riksdagsfullmäktige för varje stift som sedermera bibehölls ända till 1866. Summan av ståndets ledamöter var, frånsett komministrarna, 57, nämligen 12 biskopar, pastor primarius (sedan 1778) och 44 kyrkoherdar.
Hur man valde prästernas ombud fanns inte föreskrivet i lagen före 1723. Under Erik XIV:s och Johan III:s regeringar brukade de utses av kungens fogdar. Efter 1595 fick prästerna en tid själva utse sina representanter, men redan tidigt under 1600-talet övergick valrätten, åtminstone i de flesta stiften, till konsistorierna. Under Karl XI:s envälde tycks emellertid prästerna ha återfått rätten att själva utse sina fullmäktige. Denna rätt bekräftades i uttryckliga ordalag i 1723 års riksdagsordning och fortsatte även under den följande tiden att gälla.
År 1727 fick kaplanerna för första gången rätt att sända egna ombud, men om de utnyttjade denna rätt måste de betala sina ombuds underhåll. Det blev också under frihetstiden sed att kaplanerna hade representanter vid riksdagarna, men utan att ge dem något arvode, ty korruptionsmedlen från främmande makter var fullt tillräckliga för de avsändas underhåll. Från 1778 brukade i regel endast komministrarna i Stockholm ha egna fullmäktige. Vid 1823 års riksdag fick universiteten och Vetenskapsakademien representationsrätt i prästeståndet.
I äldsta tider ansågs alla riksdagsmän som kungens gäster, men från slutet av 1500-talet blev det sed att de underhölls av sina hemmavarande ståndsbröder, som för den skull samlade ihop så kallade herredagspenningar. Ordförande i prästeståndet var ända till 1720 ärkebiskopen, men under frihetstiden fick ståndet rätt att själv välja sin talman. Då det i 1772 års regeringsform bestämdes att alla sedan 1680 som grundlagar ansedda stadgar skulle upphävas, återinträdde under gustavianska tiden det gamla förhållandet att ärkebiskopen skulle vara självskriven som talman. Detta kvarstod även enligt 1809 och 1810 års grundlagar. Omröstningen skedde före frihetstiden efter stift, sedermera per capita.
Prästeståndet spelade under nyare tiden en betydande politisk roll. Grundvalen lades genom Uppsala möte 1593, då ståndet lierade sig med hertig Karl och riksrådet mot Sigismund.
Karl XI:s envälde, som beträffande kyrkan fick sitt uttryck i 1686 års kyrkolag, berövade prästerna myndighet att vid riksdagarna såsom rikskonsistorium (consistorium regni) döma i högsta instans i äktenskapsmål, i stridigheter mellan andliga eller mellan dem och deras församlingsbor, i befordringsfrågor och dylika angelägenheter. Då enväldet tog hänsyn till övriga kyrkliga önskemål fann man sig oftast i detta.
Vid frihetstidens riksdagar blev prästeståndets inflytande mycket stort. Sina speciella önskemål lyckades de i allmänhet genomdriva och brukade uppträda hovsamt och medlande, till dess den mot slutet av frihetstiden allt vildare partiyran grep även dem och gjorde dem strängare och mera härsklystna. I de vid samma tid börjande tvisterna mellan adel och ofrälse tog de livligt del. Under den gustavianska tiden spelade riksdagen ingen betydande roll. Vid 1786 års riksdag var prästerna liksom de övriga stånden i opposition mot Gustav III, men under de följande stod de på hans sida. Under tiden efter 1809, särskilt under de decennier som upptogs av striden om ståndsrepresentationens vara eller icke vara, hävdade prästeståndet sin plats som ett eget stånd inom riksdagen, speciellt vid 1830- och 1840-talets riksdagar.

## Representationsreformen
Efter antagandet av 1866 års riksdagsordning då tvåkammarriksdag infördes miste prästeståndet sin rätt att utgöra en särskild del av nationalrepresentationen. Men genom kyrkomötesinstitutionens införande gavs prästerna möjlighet att utöva stort inflytande i fråga om kyrkans styrelse och prästerskapets privilegier, som enligt dåvarande regeringsformens paragraf 114 inte kunde ändras eller upphävas utan Konungens och riksdagens samstämmiga beslut och med bifall av allmänt kyrkomöte, prästerskapets privilegier upphörde slutligen den 31 december 1982. Prästänkors och prästdöttrars förmån att njuta giftorätt och arvsrätt efter stadslag förlorade dock sin betydelse genom en kunglig förordning den 19 maj 1845. Likaså upphävdes fullständigt prästerskapets och därmed likställda personers skattefrihet för sina gårdar och lägenheter i städerna genom en kunglig förordning den 3 oktober 1873. Genom löneregleringen av den 9 december 1910 avskaffades tiondet. Prästernas lön skulle komma dels ur den till ersättning för tiondet skapade kyrkofonden, dels av arrendemedel för boställena, dels av församlingsavgifter. Änkors och barns rätt till nådår kvarstod.